# Xcite
Xcite — російський автомобільний бренд, заснований у Санкт-Петербурзі в 2024 році.  Він продає перероблені кросовери Chery, зібрані на заводі АвтоВАЗу в Санкт-Петербурзі, який раніше належав Nissan, а також продає автомобілі онлайн і через дилерську мережу Lada.

## Моделі
- XCITE X-Cross 7 (травень 2024 – дотепер)
- XCITE X-Cross 8 (вересень 2024 р. – дотепер)

## Зовнішні посилання
- Офіційний сайт